# Juliana Valcézia
Juliana Valcézia Soares de Oliveira, mais conhecida como Ju Valcézia (São Paulo, 12 de maio de 1984), é uma bailarina, atriz, apresentadora de televisão, modelo e youtuber brasileira que se tornou conhecida por integrar o grupo de dançarinas do Domingão do Faustão.

## Biografia
Em 1984, ainda bebê, protagonizou a campanha de inauguração do Shopping Center Norte, ao lado de sua mãe. Durante sua infância, conciliou os estudos com diversos trabalhos em campanhas publicitárias. Em 1992, aos 8 anos, começou a fazer trabalhos publicitários na agência de modelos Taxi. Em 1996, aos 12 anos, estudou dança (jazz e ballet clássico) numa academia da Zona Norte de São Paulo. Em 2002, aos 18 anos, iniciou a graduação universitária em Educação Física, ao qual trancou o curso no primeiro semestre por conta dos trabalhos como bailarina.

## Carreira
Iniciou a carreira como dançarina em 2003, quando entrou para um dos grupos de lambaeróbica mais renomados do Brasil, Swing do Bixo, onde participou de vários programas de televisão, abriu shows de grandes artistas, garantindo uma vaga na semi-final do concurso da loira do Tchan, em 2003. Em 2007, atuou em peças de teatro, musicais, curta e longa-metragens. Uma delas foi Garota Glamour, dirigida por Wolf Maya, que ficou em cartaz por um ano, no Teatro Nair Bello. Também atuou no musical Lado B - Mudaram as Estações, com a Companhia de Teatro do Rock e participou de campanhas publicitárias. Em 2010, foi convidada a integrar o corpo de ballet do cantor Leonardo e teve a oportunidade de viajar pelo Brasil fazendo shows. Consequentemente, no início de 2011, recebeu um convite para realizar um teste para o ballet do programa Domingão do Faustão. No dia 12 de maio de 2011, dia do seu aniversário, assinou contrato e oficializou a função.
Em 2012, pela primeira vez, participou como professora na Dança dos Famosos, com o lutador Rodrigo Minotauro. No ano seguinte, em 2013, foi novamente escolhida como professora do cantor e ator Daniel Boaventura, se tornando uma das principais bailarinas do dominical. Em 2014, entrou numa nova fase, agora como apresentadora das ações de merchandising do programa em parceria com Faustão. Em 2015, lançou o Desafio do Coco, o qual fez tanto sucesso na internet que Faustão levou para o programa ao vivo e desafiou o público em rede nacional a participar da brincadeira, rendendo grande audiência.
No mesmo ano, com mais credibilidade e conciliando sua função de apresentadora, foi novamente professora na Dança do Famosos, agora ao lado de [[Fernando Rocha (jornalista)|Fernando Rocha, apresentador do Bem Estar]]. Essa parceria rendeu uma grande simpatia do público, participações em vários programas de TV e até no Sambódromo do Anhembi. Uma delas foi o convite para apresentar o Bem Estar Global por um dia, ao lado de Fernando Rocha.
Em 2016, pela 4º e última vez, participou da Dança dos Famosos ao lado do ator Rainer Cadete. Foi finalista, ficou em 3º lugar na competição e se tornou recordista de participações no quadro em toda a história do programa. Em 2017, deixou o ballet e foi oficializada como apresentadora de quadros. Fez reportagens externas no Giro Domingão, foi repórter da plateia, dos bastidores, apresentou ações de merchandising e o prêmio Melhores do Ano ao lado de Faustão.
Em janeiro de 2018, estreou seu programa na internet, o canal A3 com Ju Valcézia,  ao qual aborda os temas “relacionamentos e diversidade”. No dia 23 de abril de 2019, foi confirmada pela RecordTV como uma das participantes da quarta temporada do reality show Power Couple Brasil, ao lado de seu marido Ricardo Manga.

## Vida pessoal
Em 2003, começou a namorar o produtor Ricardo Manga, com quem se casou. No início de 2004, começou a estudar teatro na escola Macunaíma e na sequência migrou para a Escola de Atores Wolf Maya para se especializar em TV e cinema. Em 2006, juntamente com os estudos de teatro, abriu uma empresa, gerenciando por três anos o estúdio de tatuagem Tattoo Trip. Em 2007, formou-se em teatro, garantindo experiência e diversos trabalhos. Em 2017, estudou com o diretor de televisão Márcio Tavolari. para se dedicar ao A3 com Ju Valcézia, seu atual programa na internet. Em 2021, anunciou estar grávida de seu primeiro filho, nascido em 16 de agosto do mesmo ano.

## Filmografia

### Televisão
| Ano       | Título              | Cargo        | Notas                   |
| --------- | ------------------- | ------------ | ----------------------- |
| 2011–2016 | Domingão do Faustão | Bailarina    |                         |
| 2017      | Domingão do Faustão | Repórter     | Quadro: "Giro Domingão" |
| 2012–2016 | Dança dos Famosos   | Coreógrafa   |                         |
| 2019      | Power Couple Brasil | Participante | Temporada 4             |

### Cinema
| Ano  | Título               | Personagem |
| ---- | -------------------- | ---------- |
| 2008 | Entre Dois           | Luciana    |
| 2012 | Totalmente Inocentes |            |

## Teatro
| Ano  | Título                               | Personagem |
| ---- | ------------------------------------ | ---------- |
| 2005 | Em Busca de Uma Personagem Principal | Natália    |
| 2007 | Garota Glamour                       |            |
| 2008 | Lado B: Mudaram as Estações          |            |
| 2009 | Making Musicals                      |            |

## Prêmios
| Ano  | Prêmio            | Resultado          | Ref.                 |
| ---- | ----------------- | ------------------ | -------------------- |
| 2016 | Dança dos Famosos | Ganhou em 3° Lugar | [ 25 ] [ 26 ] [ 27 ] |